# John Lintner
John Virgil Lintner, Jr. (9 de fevereiro de 1916 - 8 de junho de 1983) foi um economista e professor de Harvard americano. Foi um dos co-criadores do Modelo de Precificação de Ativos Financeiros (MPAF), modelo econômico que é mundialmente conhecido pela sigla CAPM.
Durante certo tempo, muita confusão foi criada pelo fato de vários economistas estarem trabalhando de forma independente em cima do modelo, sem perceber que estavam falando na verdade sobre a mesma coisa. Cada um enxergava a questão da precificação de ativos financeiros de uma forma diferente. William Forsyth Sharpe, por exemplo, encarava o problema do ponto de vista do investidor individual que desejava escolher papéis na bolsa para investir seu dinheiro. Lintner, ao contrário, encarava a questão do ponto de vista da empresa que abria seu capital.
Lintner graduou-se na Universidade de Kansas, no ano de 1939, chegando a Harvard no ano subseqüente.